# 卢万河畔格雷
卢万河畔格雷（法語：Grez-sur-Loing，法語發音：[gʁe syʁ lwɛ̃] ⓘ），旧称加蒂奈地区格雷（Grez-en-Gatinais），是法国法蘭西島大區塞纳-马恩省的一个市镇。 

## 地理
卢万河畔格雷（48°18'55"N, 2°41'20"E）面积12.97 平方千米，位于法国法蘭西島大區塞纳-马恩省，该省份为法国北部内陆省份，北起瓦兹省，西接埃松省、马恩河谷省、塞纳-圣但尼省和瓦兹河谷省，南至卢瓦雷省，东南接约讷省，东临马恩省和奥布省，东北接埃纳省。
与卢万河畔格雷接壤的市镇（或旧市镇、城区）包括：勒克洛斯、圣皮埃尔莱讷穆尔、维利耶苏格雷、布龙-马尔洛特、拉热讷夫赖、拉尔尚、蒙库尔-弗罗蒙维尔。

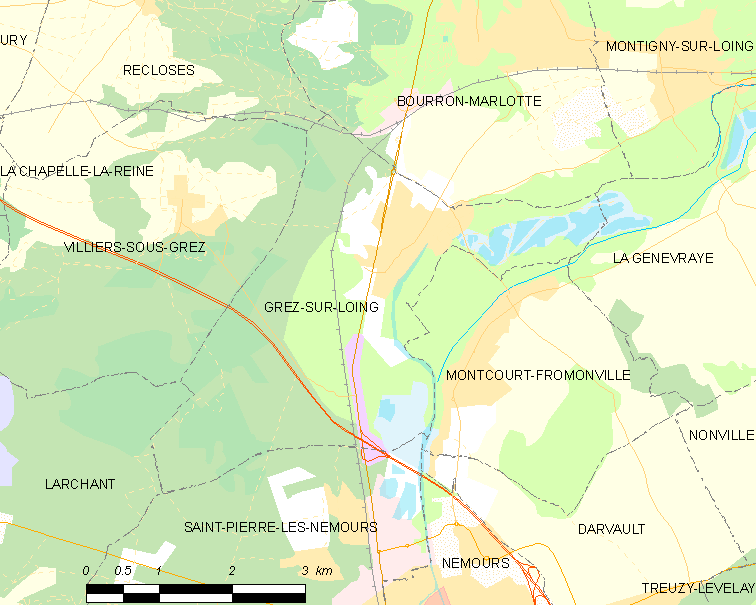
卢万河畔格雷的OSM定位图

卢万河畔格雷的时区为UTC+01:00、UTC+02:00（夏令时）。

## 行政
卢万河畔格雷的邮政编码为77880，INSEE市镇编码为77216。

## 政治
卢万河畔格雷所属的省级选区为讷穆尔县。

## 人口

1962-2008年间卢万河畔格雷人口变化图示

卢万河畔格雷于2022年1月1日时的人口数量为1457人。